# Geolycosa carli
Geolycosa carli este o specie de păianjeni din genul Geolycosa, familia Lycosidae. A fost descrisă pentru prima dată de Reimoser, 1934. Conform Catalogue of Life specia Geolycosa carli nu are subspecii cunoscute.